# تیورتون، دوون
longitudeتیورتون، دوونlatitudeتیورتون، دوون
تیورتون، دوون (به انگلیسی: Tiverton, Devon) یک منطقهٔ مسکونی در انگلستان است که در جنوب غربی انگلستان واقع شده‌است.

## خصوصیات
تیورتون ۳۸٬۳۳۱ نفر جمعیت دارد.